# Linkin Park Underground
Linkin Park Underground (ibland kallad The LPU) är Linkin Parks officiella fanclub. Dess webbplats har ett Internetforum och släpper alla sorters nyheter som rör bandet. Sajten har dessutom ofta rätt att i förhand sälja Linkin Park-material, såsom kläder, skivor och boken From the Inside: Linkin Park's Meteora.
Fancluben fick i uppdrag att via dess sajt distribuera en serie med sju skivor, släppta mellan 2001 och november 2007. De flesta låtarna är redan utgivna på tidigare album, men är i och med detta återutgivna i nya sammanhang. 

## Hybrid Theory EP

### Låtlista
1. "Carousel" - 3:00
2. "Technique (Short)" - 0:40
3. "Step Up" - 3:55
4. "And One" - 4:31 (with interlude)
5. "High Voltage" - 3:30
6. "Part Of Me" - 12:41 (hidden untitled instrumental at 10:00)

## Underground v2.0

### Låtlista
1. "A.06"  – 0:54
2. "With You" (Live)  – 3:22
3. "Pts.OF.Athrty" (Crystal Method Remix)  – 4:57
4. "Dedicated" (Demo 1999)  – 3:11
5. "High Voltage" (Live)  – 4:02
6. "My December"  – 4:20

## Underground v3.0

### Låtlista
1. "Don't Stay (Live)" – 3:11
2. "Figure.09 (Live)" – 3:49
3. "With You (Live)" – 3:21
4. "By Myself (Live)" – 4:06
5. "A Place for My Head (Live)" – 3:57

## Underground v4.0

### Låtlista
1. "Sold My Soul to Yo Mama"  – 1:58
2. "Breaking the Habit" (Live)  – 5:35
3. "Standing in the Middle"  – 3:22
4. "Step Up / Nobody's Listening / It's Goin' Down" (Live)  – 4:57
5. "Wish" (Live)  – 4:28
6. "One Step Closer" Featuring Jonathan Davis (Live)  – 3:57

## Underground v5.0

### Låtlista
1. "Somewhere I Belong" – 4:19
2. "Breaking the Habit" – 4:41
3. "Public Service Announcement - Intro" – 1:18
4. "Dirt Off Your Shoulder/Lying From You" – 4:04
5. "Big Pimpin'/Papercut" – 2:33
6. "Jigga What/Faint" – 3:51

## Underground v6.0

### Låtlista
1. "Announcement Service Public" – 2:23
2. "QWERTY" – 3:21
3. "QWERTY" [Live] – 3:55
4. "Pushing Me Away" (Piano Version) [Live] – 3:30
5. "Breaking the Habit" [Live] – 5:21
6. "Reading My Eyes" [Live] – 3:18

## Underground v7.0

### Låtlista
1. "No More Sorrow" Live (Toronto, ON) - 05:14
2. "What I've Done" Live (Hartford, CT) - 03:22
3. "One Step Closer" Live (Syracuse, NY) - 03:41
4. "Given Up" Live (West Palm Beach, FL) - 03:10
5. "Numb" Live (The Woodlands, TX) - 03:10
6. "Crawling" Live (Holmdel, NJ) - 03:47
7. "The Little Things Give You Away" Live (Atlanta, GA) - 07:21
8. "In the End" Live (Toronto, ON) - 03:43
9. "Bleed It Out" Live (Raleigh, NC) - 07:49
10. "Faint" Live (Holmdel, NJ) - 04:33